# 파라핀

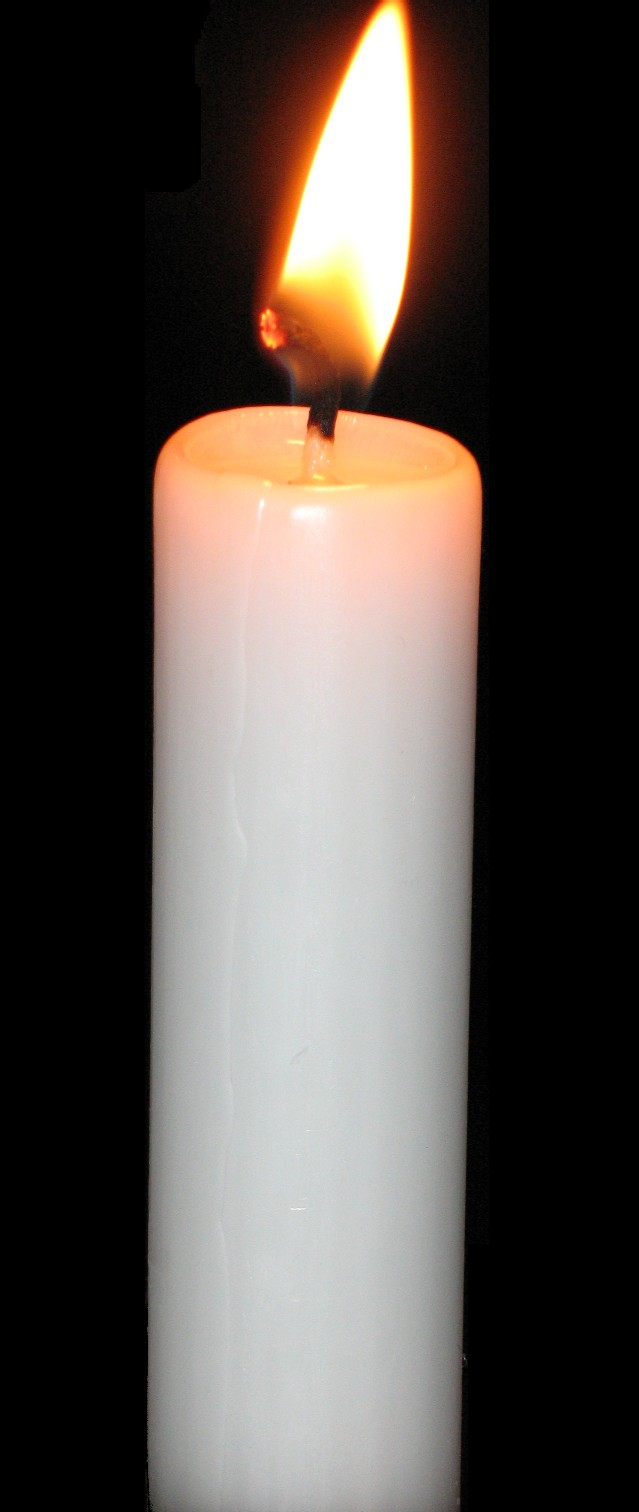
양초

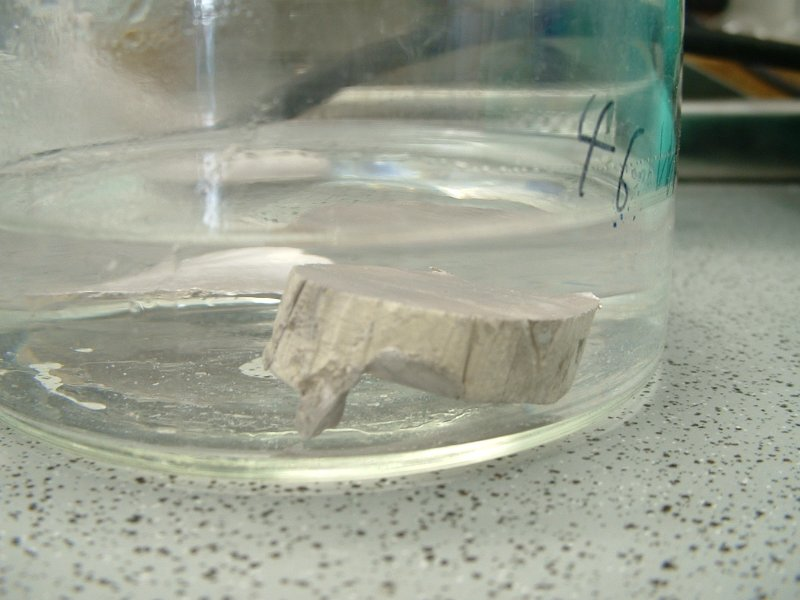
등유(파라핀유)에 잠긴 나트륨 덩어리

파라핀(paraffin)은 CnH2n+2(n≥19)의 화학식으로 표현되는 알케인 탄화수소를 두루 일컫는 낱말이다. 물에 녹지 않으나 에테르나 벤젠, 에스터(에스테르)에는 녹는다. 파라핀은 20 혹은 40의 탄소분자로 이루어진 탄화수소분자의 혼합물로 석유나 석탄, 오일셰일에서 도출된 하얗고 색깔 없는 부드러운 고체이다. 파라핀은 윤활, 절연, 양초에 사용된다. 가끔 파라핀이라 통칭되는 다른 석유제품 '등유'와는 다르다. 마이크로파 렌즈의 원료이다.

## 분류
- 파라핀 왁스(paraffin wax)는 20 ≤ n ≤ 40인 고체를 말한다. 녹는점은 47 °C에서 64 °C이고, 밀도는 0.9 g/cm3이다.
- 등유(燈油, 파라핀유, 파라핀 오일, 독일어: Paraffinöl, paraffin oil, kerosene)는 n < 20인 액체를 말한다.

## 같이 보기
- 미네랄 오일 (광유)
- 올리고머